# Friedrich Silcher
Philipp Friedrich Silcher est un compositeur allemand, né à Schnait im Remstal, aujourd'hui Weinstadt, région vinicole, le 27 juin 1789 et mort à Tübingen le 26 août 1860.

## Biographie
En 1803, il est apprenti pendant trois ans à Fellbach de Ferdinand Auberlen, musicien et arrangeur de chœurs pour hommes. En 1806, il est aide instituteur à Schorndorf et devient précepteur de la famille von Berlichingen. En 1809, il trouve un poste à l'école de filles de Ludwigsburg, résidence princière, où il rencontre Carl Maria von Weber et Conradin Kreutzer qui lui conseillent de faire carrière dans la musique. Il suit Kreutzer à Stuttgart, devient professeur de musique et loge chez le facteur de claviers Schiedmayer (de). En 1817, il devient directeur de la musique à l'université de Tübingen. Il épouse en 1822 Luise Enslin, fille d'un commerçant ; ils auront deux filles et un garçon.
La célébrité lui échoit en 1825, lorsqu'il met en musique le poème Der gute Kamerad, composé 14 ans plus tôt par Ludwig Uhland à l'époque de l'occupation du royaume par les troupes de Napoléon Ier, des réquisitions et de l'enrôlement forcé des jeunes gens dans l'armée impériale française - poème dont la première phrase fut si populaire qu'elle en devint le titre de l'œuvre Ich hatt' einen Kameraden. Devenu un véritable hymne à la camaraderie masculine, les Allemands, à l'instar de l'hymne national, l'écoutent debout. Il s'est répandu en France par l'intermédiaire de la Légion étrangère. Il fonde le " Tübinger Akademische Liedertafel", orphéon ou chœur d'hommes qu'il va diriger pendant 30 ans. En 1852 l'université lui décerne le titre de Docteur en philosophie.

## Œuvres
Quelques lieder :
- Ich hatt' einen Kameraden
- Alle Jahre wieder
- Am Brunnen vor dem Tore (mélodie de Schubert, adaptée par Silcher)
- Die Lorelei
- Ännchen von Tharau (Annette de Tharau)
- Abschied : (Muss I denn, muss I denn...)
- So nimm denn meine Hände. 1842

## Hommages
L'astéroïde (10055) Silcher, découvert en 1987, est nommé en son honneur.